# Museum für neuere Geschichte Sloweniens

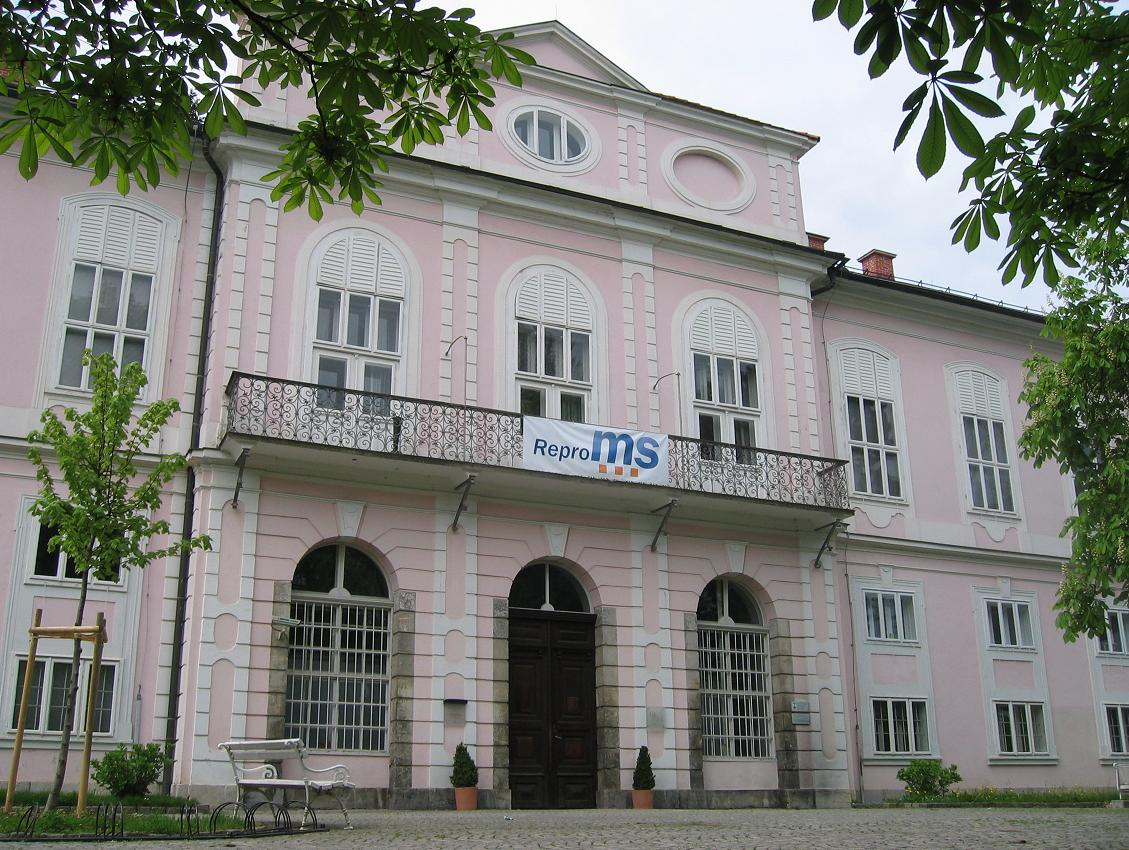
Museum für neuere Geschichte Sloweniens im Schloss Cekin, Ljubljana

Das Museum für neuere Geschichte Sloweniens (slowenisch Muzej novejše zgodovine Slovenije, Abkürzung: MNZS), im deutschsprachigen Schrifttum auch Museum der Zeitgeschichte Sloweniens oder Slowenisches Museum für Zeitgeschichte genannt, ist das zentrale Museum auf dem Gebiet der slowenischen Geschichte des 20. und 21. Jahrhunderts. Es befindet sich im Tivoli-Park im Schloss Cekin in der slowenischen Hauptstadt Ljubljana.

## Geschichte
Das staatliche Museum ist Nachfolger des 1944 gegründeten Wissenschaftlichen Instituts des Exekutivkomitees der Slowenischen Befreiungsfront (Osvobodilna Fronta). Es bezog 1951 das Palais Cekin und wurde mehrfach umbenannt: 1958 in Museum der Volksrevolution und 1994 in Museum für neuere Geschichte. 2001 erhielt es die aktuelle Bezeichnung. Museumsdirektor ist der Historiker Jože Dežman.

## Museumsgebäude Schloss Cekin
Das Schloss Cekin (slowenisch Cekinov Grad, historische deutschsprachige Bezeichnung Schloss Leopoldsruhe), in dem das Museum seinen Sitz hat, ist ein zweistöckiges spätbarockes Herrenhaus mit einem Mittelsaal, einer Doppeltreppe und einem großen bemalten Saal im ersten Stock (Rittersaal). Ursprünglich stand an dieser Stelle ein Backsteinhof aus dem 17. Jahrhundert. Um 1750 ließ Graf Leopold Karl Lamberg das heutige barocke Herrenhaus erbauen. Eine besondere Rolle unter den späteren Eigentümern des Palais nimmt die Familie des Peter Kosler ein, der eine berühmte Landkarte der slowenischen Länder und Regionen (1863) schuf.
Das Gebäudeinnere wurde 1991 vom Architekten Jurij Kobe erneuert; die ursprüngliche Anlage wurde zwar berücksichtigt, da aber die barocke Gestaltung fast völlig zerstört war, ist der Innenausbau zeitgemäß und funktional konzipiert. Es wurde ein Kommunikationsturm auf dem Hof hinzugefügt und das Dachgeschoss ausgebaut.

## Ausstellung
Das Museum zeigt Exponate aus dem Ersten und Zweiten Weltkrieg, aus der Zwischenkriegszeit, aus der Zeit des Sozialismus und über die Entstehung des neuen Staates Slowenien. Die Sammlungen umfassen Museumsgegenstände, Archiv- und Bibliotheksmaterial, Werke der bildenden Kunst und Fotos.
Die Dauerausstellung "Slowenen im 20. Jahrhundert" stellt Umbruchsereignisse, historische Zeugnisse und die Lebensweise vom Ausbruch des Ersten Weltkriegs bis zur Unabhängigkeitserklärung Sloweniens vor. Die neuere slowenische Geschichte wird in sechs Themenbereichen präsentiert: Erster Weltkrieg, das Königreich der Serben, Kroaten und Slowenen, die Zerstörungen des Zweiten Weltkriegs, die stürmische Nachkriegszeit, die sozialistische Gestaltung der Wirtschaft im einstigen gemeinsamen Staat Jugoslawien sowie die Unabhängigkeitserklärung Sloweniens.